# 9517 Niehaisheng
9517 Niehaisheng eller 1977 VL1 är en asteroid i huvudbältet som upptäcktes den 3 november 1977 av Purple Mountain-observatoriet i Nanjing, Kina. Den är uppkallad efter den kinesiske taikonauten Nie Haisheng.